# 神田愛山
神田 愛山（かんだ あいざん、Aizan Kanda）は、講釈師の名跡。当代は二代目。
- 初代神田愛山（1906年10月7日 - 1937年10月7日（31歳没）） - 三代目神田伯山の門弟。1933年に真打昇進。侠客物得意とし嘱望されたが、上海戦線で戦死という不慮の死を遂げる。本名∶浜口 千代吉[1]。
- 神田愛山 - 後∶六代目小金井芦州
- 二代目神田愛山 - 当代。本項にて記述

二代目 神田 愛山（かんだ あいざん、1953年11月26日 - ）は、日本の講談師。本名は佐藤 清高。栃木県出身。日本講談協会所属。同協会常任理事。

## 来歴
栃木県佐野市生まれ。1962年、父親が日立製作所に転職したのを機に、静岡県清水市(現在の静岡市清水区に転居。清水市立商業高校卒、駒澤大学文学部国文科中退。大学時代には落語研究会に所属。落語家を目指すが口調が講談向きだと進められ講談師になる。
1974年、二代目神田山陽に入門し、神田一陽を名乗る。1977年、二つ目に昇進。アルコール中毒で破門。数年後アル中を断ち切り破門を解かれて復帰。
1987年、真打昇進、二代目神田愛山を襲名。
得意ネタは「清水次郎長伝」「徳川天一坊」「双蝶々廓日記」等一席物を多く演じる。また新作を多く生み出し、文芸講談まで幅広い。アルコールに耽溺した過去の経験から「アル中講談」や健康に関する講演活動も行なう。
2021年10月29日より神田伯山 (6代目)と『相伝の会』と銘打ち、愛山が口演したネタを次回、伯山がネタおろしし、講談の読み物を伝授するシリーズを開始する。

## 芸歴
- 1974年 - 二代目神田山陽に入門し、神田一陽を名乗る。
- 1977年 - 二つ目昇進。アルコール中毒で師匠から破門を受ける。数年後、断酒に成功し破門を解かれて復帰。
- 1987年 - 真打昇進し二代目神田愛山を襲名。

## 人物
- トムとジェリーがお気に入りで、トレーナーや帽子などのグッズを身に着ける[8]。
- 猫のぬいぐるみが好き[9]。
- 昭和歌謡が好き。

## 受賞
- 1981年、第4回本牧亭講談奨励賞
- 2001年、第6回小説新潮「体験小説」入選[10]

## 著書
- 『酒とバカの日々 - アル中からの脱出』1989年4月、木耳社、ISBN 4839364826[11]
- 『アル中酩々伝 - どう、帰りに一杯やらない?』1989年10月、五月書房、ISBN 4772701001
- 『酔って件の如し』1990年10月、五月書房、ISBN 4772701478
- 『どうしようもないわたし…の酒―愛山アル中講談ネタ下ろし』1992年10月、五月書房[12]
- 『ベラ　私小説掌編集』サイバー出版センター、2015年[13]

共著
- 『バイ菌は悩まない―不安なこころの処方箋』なだいなだ共著 1997年11月、五月書房、ISBN 978-4772702089
- 『神田愛山半生記 愛山取扱説明書』 神田愛山、瀧口雅仁 2025年6月、田畑書店 ISBN 978-4803804720

## CD
- 「神田愛山 講談集」（ソニー・ミュージックレーベルズ）2024年5月29日[14]

自主制作
- 「徳川天一坊（大団円）天一坊召し取り」[15]
- 「（赤穂義士銘々伝）勝田新左衛門」「（露地野裏人作）初夢の女」 など

以上は自主制作。通販はなく、主催会および「らくごカフェ」（東京・神田神保町）のみにて販売。

## 出演

### テレビ
- 柳家喬太郎のようこそ芸賓館「愛山・喬太郎 二人会」（BS11,2012年12月11日）- 「赤垣源蔵徳利の別れ」

### ラジオ
- ラジオ深夜便（NHKラジオ）-「にっぽんの音（大蔵基誠）」- ゲスト（2024年12月16日）

## 主な公演
- 「天保水滸伝2020リレー」神田春陽、神田伯山 (6代目)と。
- 神田伯山と『相伝の会』　愛山の口演ネタを次回、伯山がネタおろし。講談の読み物を伝授するシリーズ（2021年10月29日より）